# Calopsis
Calopsis là một chi thực vật có hoa trong họ Restionaceae.